# Liste der Bodendenkmale in Osterfeld (Sachsen-Anhalt)
In der Liste der Bodendenkmale in Osterfeld (Sachsen-Anhalt) sind alle Bodendenkmale der Stadt Osterfeld und ihrer Ortsteile aufgelistet. Grundlage ist die Veröffentlichung der Landesdenkmalliste mit Stand vom 25. Februar 2016. Die Baudenkmale sind in der Liste der Kulturdenkmale in Osterfeld (bei Naumburg) aufgeführt.
| Denkmal-ID | Fundart            | Ortsteil  | Bezeichnung                                | Zeitstellung | Lage                              | Bemerkungen                                 | Bild |
| ---------- | ------------------ | --------- | ------------------------------------------ | ------------ | --------------------------------- | ------------------------------------------- | ---- |
| 428300014  | Befestigung > Burg | Osterfeld | Erdwerk – Spornburg „Matzturm“             | Mittelalter  | östlicher Ortrand (Lage)          | Nutzung als Kindergarten, Turm verschlossen |      |
| 428300697  | besonderer Stein   | Waldau    | Steinböcke „Teufelskanzel“, „Teufelsstein“ | undatiert    | 250 m NO Waldau „Teufelsstein“ () |                                             |      |